# DLX1
DLX1 (англ. Distal-less homeobox 1) – білок, який кодується однойменним геном, розташованим у людей на короткому плечі 2-ї хромосоми.  Довжина поліпептидного ланцюга білка становить 255 амінокислот, а молекулярна маса — 27 320.
| 10         |  | 20         |  | 30         |  | 40         |  | 50         |
| ---------- |  | ---------- |  | ---------- |  | ---------- |  | ---------- |
| MTMTTMPESL |  | NSPVSGKAVF |  | MEFGPPNQQM |  | SPSPMSHGHY |  | SMHCLHSAGH |
| SQPDGAYSSA |  | SSFSRPLGYP |  | YVNSVSSHAS |  | SPYISSVQSY |  | PGSASLAQSR |
| LEDPGADSEK |  | STVVEGGEVR |  | FNGKGKKIRK |  | PRTIYSSLQL |  | QALNRRFQQT |
| QYLALPERAE |  | LAASLGLTQT |  | QVKIWFQNKR |  | SKFKKLMKQG |  | GAALEGSALA |
| NGRALSAGSP |  | PVPPGWNPNS |  | SSGKGSGGNA |  | GSYIPSYTSW |  | YPSAHQEAMQ |
| QPQLM      |  |            |  |            |  |            |  |            |

A: Аланін

C: Цистеїн

D: Аспарагінова кислота

E: Глутамінова кислота

F: Фенілаланін

G: Гліцин

H: Гістидин

I: Ізолейцин

K: Лізин

L: Лейцин

M: Метіонін

N: Аспарагін

P: Пролін

Q: Глутамін

R: Аргінін

S: Серин

T: Треонін

V: Валін

W: Триптофан

Кодований геном білок за функціями належить до репресорів, активаторів, білків розвитку. 
Задіяний у таких біологічних процесах як транскрипція, регуляція транскрипції, диференціація, поліморфізм, альтернативний сплайсинг. 
Білок має сайт для зв'язування з ДНК. 
Локалізований у ядрі.